# Кечмания 18
Кечмания 18 (на английски: WrestleMania X8, WrestleMania 18) е осемнадесетото годишно pay-per-view събитие от поредицата Кечмания, продуцирано от Световната федерация по кеч (WWF). Събитието се провежда на 17 март 2002 г. в Скайдом в Торонто, Канада.

## Резултати
| #                                 | Резултат | Правила                                                    | Време |
| --------------------------------- | --- | ---------------------------------------------------------- | ----- |
| Heat                              | Рикиши, Скоти 2 Хоти и Албърт побеждават Мистър Пърфект, Ланс Сторм и Тест                                                                          | Шесторен отборен мач                                       | 03:06 |
| 1                                 | Роб Ван Дам поб. Уилям Ригъл (ш) | Индивидуален мач за Интерконтиненталната титла на WWF      | 06:19 |
| 2                                 | Даймънд Далас Пейдж (ш) поб. Крисчън | Индивидуален мач за Европейската титла на WWF              | 06:08 |
| 3                                 | Мейвън (ш) срещу Златен прах завършва без победител                                                                                                 | Хардкор мач за Хардкор титлата на WWF                      | 03:15 |
| 4                                 | Кърт Енгъл поб. Кейн | Индивидуален мач                                           | 10:45 |
| 5                                 | Гробаря поб. Рик Флеър | Мач без дисквалификации                                    | 18:47 |
| 6                                 | Острието поб. Букър Ти | Индивидуален мач                                           | 06:32 |
| 7                                 | Ледения Стив Остин поб. Скот Хол (с Кевин Неш) | Индивидуален мач                                           | 09:51 |
| 8                                 | Били и Чък (ш) поб. Дяконите (Брадшоу и Фарук), Дъдли бойз (Бъба Рей Дъдли и Дивон Дъдли) (със Стейси Киблър) и Харди бойз (Джеф Харди и Мат Харди) | Елиминационен мач в четири ъгъла за Отборните титли на WWF | 13:50 |
| 9                                 | Скалата поб. Холивуд Хълк Хоган | Индивидуален мач                                           | 16:23 |
| 10                                | Джаз (ш) поб. Триш Стратъс и Лита | Мач тройна заплаха за Титлата при жените на WWF            | 06:16 |
| 11                                | Трите Хикса поб. Крис Джерико (ш) (със Стефани Макмеън)                                                                                             | Индивидуален мач за Безспорната титла на WWF               | 18:41 |
| (ш) – показва шампиона/шампионите | |                                                            |       |